# Frances Callier
Frances Callier (ur. 17 maja 1969 w Chicago) – amerykańska aktorka. Znana głównie z roli Roxy w serialu Hannah Montana.

## Filmy
- 2009: Kobiety pragną bardziej (He's Just Not That Into You) jako Frances
- 2008: Starz Inside: In the Gutter - Gross-Out Comedy and the Death of Taboo jako ona sama

## Seriale
- 2007: Frangela jako Frances
- 2006: Hannah Montana jako Roxy (gościnnie)
- 2001-2007: Jim wie lepiej (According to Jim) jako Instruktorka Trudy (gościnnie)
- 2000: Pohamuj entuzjazm (Curb Your Enthusiasm) jako Pracownica socjalna (gościnnie)
- 1993-2004: Frasier jako Pielęgniarka (2003) (gościnnie)
- 2003: Hey Monie! Yvette (głos)

## Produkcja
- 2007: Frangela

## Scenariusz
- 2007: Frangela